# Dret civil andorrà
El dret civil andorrà és el dret civil que resulta d'aplicació al Principat d'Andorra.

## Procés de codificació
El dret civil andorrà es troba en un procés inicial de sistematització o codificació. En aquest sentit, el 18 de desembre de 2014 es va promulgar la Llei 46/2014 de la successió per causa de mort, en vigor des de l'1 de gener de 2016. Des de l'any 2022 també és vigent Llei 30/2022 qualificada de la persona i de la família que impulsa la codificació del dret de família.